# BitMEX
BitMEX — сервіс обміну криптовалют та платформа для торгівлі деривативами. Він належить та керується компанією HDR Global Trading Limited, зареєстрованою на Сейшельських островах.

## Історія
BitMEX заснована у 2014 році Артуром Хейсом, Беном Дело та Семюелем Рідом за фінансової підтримки сім'ї та друзів.
У 2016 році BitMEX представила безстрокові ф'ючерси, які стали її найпопулярнішим продуктом.
У 2018 році Бен Дело став першим британським мільярдером, який заробив статок на біткойнах і наймолодшим мільярдером, який досяг успіху самостійно.

## Суд над засновниками
У липні 2019 року критик криптовалют американський економіст Нуріель Рубіні, припустив, що BitMEX займається незаконною діяльністю, дозволяючи трейдерам брати на себе занадто великий ризик та торгуючи при цьому проти клієнтів. Двома днями пізніше Bloomberg повідомив, що Комісія з торгівлі товарними ф'ючерсами (CFTC) розслідує діяльність BitMEX щодо порушень правил у тому, що американцям дозволено торгувати на цій платформі. Пізніше на сайті BitMEX з'явилося застереження про заборону використовувати сервіс для громадян США та інших країн, у тому числі й Російської Федерації.
1 жовтня 2020 року всім трьом засновникам компанії були пред'явлені звинувачення у порушенні закону США про банківську таємницю та змову з метою порушення цього закону, оскільки обвинувачені не вжили заходів щодо боротьби з відмиванням грошей.
6 квітня 2021 року колишній генеральний директор BitMEX Артур Хейс здався, щоб постати перед судом США за звинуваченням у порушенні Закону про банківську таємницю. Він був звільнений під заставу в розмірі 10 мільйонів доларів в очікуванні майбутнього судового розгляду в Нью-Йорку.
24 лютого 2022 року Бен Дело й Артур Хейс визнали себе винними у порушенні Закону про банківську таємницю, навмисне відмовившись створити, впровадити та підтримувати програму боротьби з відмиванням грошей на BitMEX. Вони погодилися окремо виплатити кримінальний штраф у розмірі 10 мільйонів доларів, що є матеріальною вигодою, отриманою в результаті злочину. 9 березня 2022 року Семюель Рід визнав себе винним у порушенні Закону про банківську таємницю та погодився виплатити кримінальний штраф у розмірі 10 мільйонів доларів. Ріду також загрожує п'ять років ув'язнення.
20 травня 2022 Хейс був засуджений до двох років умовно з домашнім ув'язненням на шість місяців. 15 червня 2022 року Дело був засуджений до 30 місяців умовно і як громадянин Великобританії поїхав до Гонконгу, щоб там відбути випробувальний термін.